# ميسنا
عقار ميسنا، دواء يستخدم لتقليل خطر حدوث نزف في المثانة، عند إعطاء أدوية إيفوفوسفاميد أو سيكلوفوسفاميد ، يؤخذ عن طريق الفم أو حقن في الوريد ؛ من الأسماء المتداولة والشائعة لهذا العقار mesnex.
من الآثار الجانبيه لهذا الدواء: الصداع، التقيؤ، الغثيان، فقدان الشهية، السعال، حكة، ألم في المفاصل، أو تظهر على شكل حساسية.
يعد الاستخدام له خلال الحمل آمن للجنين لكن لم يثبت هذا علمياً.
عقار ميزنا هو عبارة عن مركب عضوي يحتوي عنصر الكبريت (S) ، حيث يعمل على تحويل المركبات الناتجة عن تحلل دواء سايكلوفوسفامايد، ايفوفوسفامايد الموجودة في البول التي هي مركبات اقل سمية.
تم استخدام ميزنا في المجال الطبي في الولايات المتحدة عام 1988  ، وكما يعتبر واحد من قائمة الادوية الاساسية لدى منظمة الصحة العالمية والأكثر فعالية وامانا للاستخدام في نظام الرعاية الصحي ، التكلفة الكلية له في العالم النامي قد تصل إلى 3,5 USD لكل 400مغ امبولة.

## الاستخدامات الطبية

### العلاج الكيماوي
يقلل هذا العقار فرصة الإصابة بنزف المثانة والبول الدموي عند تلقيه ادوية ايفوسفامايد، سايكلوفوسفامايد لعلاج مرضى السرطان، حيث تحول هذه الادوية إلى مواد سامة في عملية الايض فيعمل دواء ميزنا على تحويل نواتج الايض هذه خلال مجموعة السلفاهايدرل مع مجموعة الفا وبيتا من الكربونيل غير المشبع مثل الاكرولين، يعتبر هذا التفاعل (تفاعل مايكل)، كما أنه يزيد طرح سيستئين من الحسم عبر البول.

### استخدامات أخرى
خارج امريكا الشمالية يستخدم دواء ميزنا كحال للبلغم يعمل بنفس الية الاستيل سيستئين، يتم تداوله باسم ميستابرون ، ميستابرونكو.

## الإعطاء
يعطى عقار ميزنا بالوريد أو عن طريق الفم  ، الوريدي يعطى مع الايفوسفاميد الوريدي، بينما ميسنا الفموي يعطى مع السيكلوفوسفاميد الفموي، جرعته الفموية ضعف الجرعة الوريدية بناءا على التوافر الحيوي. مقارنة مع ميزنا الوريدي الذي يتطلب البقاء 4-5 أيام في المستشفى للحصول على كل الجرعات فان ميزنا الفموي يسمح للمريض بمغادرة المستشفى بشكل اسرع.

## الالية
يقلل الميسنا من سمية المركبات في الجهاز البولي التي تنتج من العلاج الكيماوي، دواء ميسنا مركب ذائب في الماء،مضاد للاكسدة، يعطى مع الادوية المستخدمة للعلاج الكيمائي. يتركز الميسنا في المثانة حيث يتجمع الاكرولين بعد اعطاء العلاج الكيميائي ويصاحب عبر تفاعل مايكل مع الاكرولين والمستقبلات الأخرى السامة للجهاز البولي ، يعطل هذا التفاعل اقتران المركبات السامة للجهاز البولي ويحولها إلى مستقبلات غير ضارة ثم يتم طرحها عبر البول.

## الأسماء
يتوافر ك (baxter) تحت اسم (uromethexan)، و (mesnex).

## روابط خارجية
- BC Cancer Agency
- NIH/MedlinePlus patient information
- Mesna في المكتبة الوطنية الأمريكية للطب نظام فهرسة المواضيع الطبية (MeSH).